# Gondolkozz pasiaggyal!
A Gondolkozz pasiaggyal! (eredeti cím: Think Like a Man) 2012-ben bemutatott amerikai romantikus film, vígjáték, melyet Tim Story rendezett, Keith Marryman és David A. Newman írt, valamint Will Packer készített. A film Steve Harvey Hogyan gondolkodnak a férfiak? című könyve alapján készült. A főszereplők Michael Ealy, Jerry Ferrara, Meagan Good, Regina Hall, Kevin Hart, Terrence J, Taraji P. Henson, Romany Malco és Gabrielle Union.
2012. április 20-án mutatta be a Screen Gems. Magyarországon DVD-n jelent meg szinkronizálva.
A film általánosságban vegyes értékeléseket kapott a kritikusoktól, akik dicsérték a film humorát, a filmzenét és a szereplők teljesítményét (főleg Good, Malco és Hart teljesítményét). A film kereskedelmi sikert aratott, 96,1 millió dollárt hozott, 12 millió dolláros költségvetéssel szemben.
Elkészítették a film folytatását, a Gondolkozz pasiaggyal! 2. címmel, amely 2014. június 20-án jelent meg, az eredeti szereplők visszatérésével, a kritikusok negatív kritikáival, ami mérsékelt kereskedelmi sikert aratott.

## Cselekmény
Amikor Mya (Meagan Good) rájön, hogy szerelmi élete nem az, amit remélt, mert folyamatosan kihasználják a férfiak, úgy dönt, hogy megveszi Steve Harvey Gondolkozz pasiaggyal! című bestseller könyvét és elkezdi megfogadni a tanácsait. Candace (Regina Hall) egyedülálló édesanya is elolvassa a könyvet, és úgy dönt, változtat az életén. Harvey tanácsát megosztja legjobb barátnőjével, a sikeres üzletasszony Laurennel (Taraji P. Henson), aki olyan magas követelményeket állított fel, aminek senki sem tud megfelelni.
Hamarosan az életükbe érkező férfiak a könyv tanácsai szerint cselekedve, megtalálják a hozzájuk illő párt.
- "A mama pici fia" vs. "A szingli anyuka"
- "Az ál-vállalkozó" vs. "A lány, aki vágyik a gyűrűre"
- "Az álmodozó" vs. "A nő, aki úgy néz ki, mint egy férfi"
- "A játékos" vs. "A 90 napos szabálylány"

## Szereplők
| Szerep                                                | Színész          | Magyar hang       |
| ----------------------------------------------------- | ---------------- | ----------------- |
| Cedric, "boldog elvált srác"                          | Kevin Hart       | Kovács Lehel      |
| Dominic, "álmodozó"                                   | Michael Ealy     | Karácsonyi Zoltán |
| Lauren Harris, "A nő, aki úgy néz ki, mint egy férfi" | Taraji P. Henson | Zakariás Éva      |
| Michael Hanover, "A mama pici fia"                    | Terrence Jenkins | Előd Álmos        |
| Candace Hall, "A szingli anyuka"                      | Regina Hall      | Tarr Judit        |
| Jeremy Kern, "Az ál-vállalkozó"                       | Jerry Ferrara    | Fehér Tibor       |
| Kristen, "A lány, aki vágyik a gyűrűre"               | Gabrielle Union  | Bánfalvi Eszter   |
| Zeke Freeman, "A játékos"                             | Romany Malco     | Varga Gábor       |
| Mya, "A 90 napos szabálylány"                         | Meagan Good      | Gáspár Kata       |
| Önmaga                                                | Steve Harvey     | Barbinek Péter    |
| Bennett "A boldog házas ember"                        | Gary Owen        | Hajdu Steve       |
| Gail, Cedric ex-felesége                              | Wendy Williams   | Balogh Anna       |
| Alex, Mya exe                                         | Chris Brown      | Molnár Áron       |
| Heather                                               | Keri Hilson      |                   |
| Dominic exe                                           | Tika Sumpter     |                   |
| James Merrill, Lauren exe                             | Morris Chestnut  | Galambos Péter    |
| Gina, Kristen barátnője                               | Arielle Kebbel   | Bognár Anna       |

## Folytatás
2012. június 28-án a Screen Gems bejelentette a Gondolkozz pasiaggyal! 2. című folytatást, melyben Keith Merryman és David A. Newman visszatérnek, mint forgatókönyvírók. A film 2014. június 20-án jelent meg.